# Österreichische Alpine Skimeisterschaften 1991
Die Österreichischen Alpinen Skimeisterschaften 1991 fanden in Zauchensee (Abfahrt, Super-G) und in Gries am Brenner (Slalom, Riesenslalom) statt.

## Herren

### Abfahrt
| Platz | Name             | Zeit |
| ----- | ---------------- | ---- |
| 1     | Patrick Ortlieb  | -    |
| 2     | Leonhard Stock   | -    |
| 3     | Helmut Höflehner | -    |

Ort: Zauchensee

### Super-G
| Platz | Name          | Zeit |
| ----- | ------------- | ---- |
| 1     | Richard Kröll | -    |
| 2     | Fritz Strobl  | -    |
| 3     | Dietmar Thöni | -    |

Ort: Zauchensee

### Riesenslalom
| Platz | Name             | Zeit |
| ----- | ---------------- | ---- |
| 1     | Helmut Mayer     | -    |
| 2     | Bernhard Gstrein | -    |
| 3     | Christian Mayer  | -    |

Ort: Gries am Brenner

### Slalom
| Platz | Name                 | Zeit |
| ----- | -------------------- | ---- |
| 1     | Stephan Eberharter   | -    |
| 2     | Thomas Stangassinger | -    |
| 3     | Siegfried Voglreiter | -    |

Ort: Gries am Brenner

### Kombination
Die Kombination setzt sich aus den Ergebnissen von Slalom, Riesenslalom und Abfahrt zusammen.
| Platz | Name             |
| ----- | ---------------- |
| 1     | Rainer Salzgeber |
| 2     | Thomas Hangl     |
| 3     | Roland Baier     |

## Damen

### Abfahrt
| Platz | Name               | Zeit |
| ----- | ------------------ | ---- |
| 1     | Anja Haas          | -    |
| 2     | Veronika Wallinger | -    |
| 3     | Barbara Sadleder   | -    |

Ort: Zauchensee

### Super-G
| Platz | Name               | Zeit |
| ----- | ------------------ | ---- |
| 1     | Andrea Salvenmoser | -    |
| 2     | Veronika Wallinger | -    |
| 3     | Sylvia Eder        | -    |

Ort: Zauchensee

### Riesenslalom
| Platz | Name               | Zeit |
| ----- | ------------------ | ---- |
| 1     | Ingrid Salvenmoser | -    |
| 2     | Manuela Lieb       | -    |
| 3     | Veronika Kappaurer | -    |

Ort: Gries am Brenner

### Slalom
| Platz | Name               | Zeit |
| ----- | ------------------ | ---- |
| 1     | Ingrid Salvenmoser | -    |
| 2     | Elfriede Eder      | -    |
| 3     | Manuela Lieb       | -    |

Ort: Gries am Brenner

### Kombination
Die Kombination setzt sich aus den Ergebnissen von Slalom, Riesenslalom und Abfahrt zusammen.
| Platz | Name                |
| ----- | ------------------- |
| 1     | Cornelia Meusburger |
| 2     | Katja Wach          |
| 3     | Michaela Kappacher  |